# Esclerito (botânica)
Os escleritos são células endurecidas, pertencentes a alguns tipos de tecidos vegetais. Quando formam pequenos grânulos (como os que sentimos quando comemos uma pêra) chamam-se de células pétreas. Podem, no entanto, formar camadas, como as que encontramos a revestir as nervuras das folhas.
Associadas ao esclerênquima, estas células formam-se através da expansão dos espaços inter-celulares das células do parênquima, onde se acumula lenhina, que lhe dará a rigidez característica. Note-se que as células que ficam revestidas por camadas espessas de lenhina, ao ficarem isoladas, acabam por morrer ou por serem totalmente ocupadas pela lenhina.